# バフティヤール・ハミドゥラエフ
バフティヤール・ハミドゥラエフ (ラテン文字:Bakhtiyor Hamidullaev、ウズベク語: Baxtiyor Hamidullaev / Бахтиёр Ҳамидуллаев、ロシア語: Бахтияр Хамидуллаев、1978年3月7日 - ) は、ウズベキスタン・アンディジャン出身の元プロサッカー選手である。現役時代のポジションはFW。「Baxtiyor Hamidullayev」と表記されることもある。

## ウズベキスタン代表
ハミドゥラエフはサッカーウズベキスタン代表で4試合に出場している。2001年にマレーシアのクアラルンプールで開催されたムルデカ大会では優勝を飾っている。また、2002 FIFAワールドカップ・アジア予選に3試合出場している。

## 獲得タイトル

### 代表
- ウズベキスタン代表
  - ムルデカ大会: 2001年

### 個人タイトル
- ウズベク・リーグ
  - ウズベク・リーグ得点王 (2):1999 (24ゴール), 2002 (22ゴール)[2]